# 瓦茨拉夫·克劳斯
瓦茨拉夫·克劳斯（捷克語：Václav Klaus，捷克語發音：[ˈvaːtslaf ˈklaus]；1941年6月19日—），捷克政治家，1992年—1997年任捷克总理，2003年和2008年两度当选捷克总统。政治立場為疑歐派。

## 生平
克劳斯1941年6月19日出生于布拉格一个平民家庭，1963年从布拉格经济大学毕业后，在捷克斯洛伐克社会科学院经济研究所工作，1966年和1969年到意大利和美国康奈尔大学学习。由于参加“布拉格之春”活动于1970年被降职，1971年至1986年在银行担任一般职务。1987年参加经济学家小组，倡导经济改革。1989年参加哈维尔的公民论坛。1989年12月任捷克斯洛伐克政府财政部长。1990年10月当选为公民论坛主席，直至1991年2月公民论坛分裂。1991年4月，他组建公民民主党并出任主席，1991年10月至1992年6月任捷克斯洛伐克联邦政府副总理。1993年担任独立后的捷克共和国首任政府总理，1996年议会大选获胜后连任。
1997年11月，他因涉嫌“政治献金”案件被迫辞职。1998年当选为众议院议长，2002年6月卸任。2003年2月在总统选举中击败执政联盟三党候选人扬·索克尔，当选捷克总统，并于3月7日宣誓就职，任期5年。他的声望在2003年迅速上升，主要是因为他鲜明的反战立场和对欧洲一体化进程的刁难。
2008年2月15日，克劳斯在总统选举中击败拥有美国国籍的密歇根大学教授扬·什韦纳尔，成功连任。

## 个人生活
克劳斯爱好乒乓球和滑冰。妻子是斯洛伐克人，他们有两个儿子。
有媒体声称克劳斯喜爱年轻空姐。2002年，媒体透露克劳斯与一名24岁的空姐有染。2008年3月被媒体拍到与28岁空姐牵手步出酒店，他本人也承认与空姐发生婚外情，但他没有回应有关与他有染的空姐已怀孕的传闻。

## 軼事
2011年4月，克勞斯在出席與智利的簽約儀式時首先從筆盒取出簽名筆放在台下，然後將筆由右手轉過左手閃縮地將簽約筆放入袋中，給人的感覺像在「偷筆」，由此被捷克傳媒戲稱為「偷筆賊」。